# ワールドスケートジャパン
一般社団法人ワールドスケートジャパン（英: World Skate Japan）は、日本におけるローラースケート、インラインホッケー、アグレッシブインラインスケート、ローラーホッケー、スケートボード、インラインアルペン、インラインスピード、ローラーダービーなどローラースポーツの国内競技連盟である。ワールドスケート、ワールドスケートアジア、日本オリンピック委員会、日本ワールドゲームズ協会に加盟、日本スポーツ協会に準加盟している。旧称日本ローラースケート連盟、日本ローラースポーツ連盟 (JRSF) 。

## 沿革
- 1952年 - 関東、関西、中部、四国、九州の団体関係者と協議の上、同好会を結成[1]
- 1953年 - 日本体育協会（のちの日本スポーツ協会）、アイススケートの日本スケート連盟の承認のもと、日本ローラースケート連盟設立[1]
- 1955年 - 国際ローラースケート連盟（のちの国際ローラースポーツ連盟、ワールドスケート）に加盟[1]
- 1978年 - 韓国、インドと共にアジアローラースケート連合（のちのアジアローラースポーツ連合、ワールドスケートアジア）を結成
- 1990年 - 日本体育協会準加盟団体に承認される
- 2006年 - 日本ローラースポーツ連盟に名称を変更
- 2011年4月 - 特定非営利活動法人取得[1]（2016年9月以降[2]、2018年までに一般社団法人に移行[3]）
- 2015年5月 - スケートボード委員会を設置し、委員長は日本スケートボード協会会長の宮沢武久に[4]
- 2016年3月 - ジャパンオープンローラーダービートーナメント2016 兼 第1回全日本ローラーダービー選手権大会開催
- 2016年8月 - 国際オリンピック委員会が2020年東京オリンピックで国際ローラースポーツ連盟(FIRS)（のちのワールドスケート）のスケートボードを追加種目で実施決定
- 2017年4月 - 第1回全日本スケートボード選手権大会開催
- 2017年8月 - ローラーゲームズワールドチャンピオンシップ（のちのワールドローラーゲームズ）2017南京大会に昭和期のスタープロスケーターである小泉博を監督としたローラーダービー女子日本代表チームを含む日本選手団派遣
- 2018年4月 - 一般社団法人日本ローラースポーツ連盟の法人取得[1]
- 2019年9月5日 - 「ワールドスケートジャパン」に名称を変更[5]

## 特徴
- 2020年東京オリンピックで実施される競技の日本の国内競技連盟で2016年現在、唯一、日本オリンピック委員会に加盟していなかったが、2017年8月以降11月までに加盟した[6][7]。
- スケートボード競技において一般社団法人日本スケートボード協会が協力をしている。JRSFは2017年までスケートボードの全日本選手権大会を開催したことはなく日本スケートボード協会よりマイナーと考えるのが一般的である。一般社団法人日本スケートボーディング連盟は競合団体である。

## 主催大会
- 全日本インラインロードレース選手権大会
- 全日本ローラースケートスピード選手権大会
- 全国選抜ローラースケートマラソン
- 全国ローラースケートロードレース大会
- 全国ローラースケートジュニアスピード競技大会
- 全国小学生ローラースケートスピード大会
- 全日本ローラースケートフィギュア選手権大会
- 全国フリースケーティング競技会
- 全日本ローラーインラインホッケー選手権大会
- 全日本女子ローラーインラインホッケー選手権大会
- 全日本ローラーホッケー選手権大会
- 全日本ローラーダービー選手権大会
- 全日本スケートボード選手権大会

## 加盟団体
- 日本学生ローラースポーツ連盟
- 日本インラインスタント協会
- 29の都道府県ローラースポーツ連盟